# Megapodagrionidae
Famille
Les Megapodagrionidae forment une famille d'insectes appartenant à l'ordre des odonates

## Sous-familles
Les Megapodagrionidae sont généralement divisées en cinq ou six sous-familles :
- Argiolestinae
- Hypolestinae
- Megapodagrioninae
- Philosininae
- Pseudolestinae (souvent considérée comme une famille à part entière)

## Liste des genres et espèces
Selon NCBI (23 janv. 2011) :